# Валпола Рахула Теро
Валпола Рахула Теро (1907—1997) — шри-ланкийский буддийский монах, учёный и писатель. В 1964 году он стал профессором истории и религии Северо-Западного университета США, это первый монах, занявший профессорскую кафедру в западном мире. Был вице-канцлером университета Видьодая (в настоящее время известного как Университет Шри-Джаяварденепура). Написал множество работ о буддизме на английском, французском и сингальском языках. Автор книги «Чему учил Будда».

## Биография

### Ранние годы
Валпола Рахула родился в 1907 году в Валполе, в маленькой деревне в районе Галле на юге Шри-Ланки. В возрасте 13 лет он был рукоположен в послушники в деревенском буддийском храме. Под руководством дост. Парагоды Суманасары, эрудированного монаха, который строго придерживался монашеского кодекса поведения, он получил первоначальное образование, изучал пали, буддийскую доктрину и историю. В 1927 году участвовал в работе буддийского миссионерского общества Коломбо Дхармадута Сабхава. В это время он обучал Дхамме людей, угнетаемых кастовой системой. Критика кастовой дискриминации в среде буддийского духовенства не только снискала ему уважение и восхищение многих буддистов, но и сделала его предметом нападок.
В 1936 году Валпола Рахула стал первым буддийским монахом, поступившим в колледж Цейлонского университета, который в то время был филиалом Лондонского университета. В возрасте 22 лет он начал изучать английский язык, в чём ему оказывал содействие преподаватель английской литературы университета Е. Ф. С. Людовик, который отмечал «интеллектуальное любопытство и живость ума» своего ученика. Он вспоминал, что: «Будучи студентом, Рахула приобщался ко всему, в чём он, как бхиккху, мог принять участие… он участвовал в студенческих выборах и организовывал студенческие собрания. Ему хотелось узнать о различных вещах, от которых его, как бхиккху, отстраняли». По словам преподавателя Рахула не только с увлечением читал Чосера и Шекспира, но и тайком посещал репетиции университетского драматического общества. Во время эпидемии малярии Рахула вместе со студентами университета помогал населению. В 1941 году он с отличием окончил университет по специальности «Восточные языки» и получил диплом магистра палийской литературы, став первым буддийским монахом из Шри-Ланки с университетским образованием.

### Академическая карьера
В 1943 году Рахула Теро поступил в аспирантуру Калькуттского университета в качестве стипендиата правительства Цейлона, где работал под руководством двух известных ученых С. Н. Дас Гупта и Б. М. Баруа. В 1945 году он вернулся на Шри-Ланку. Его академическая карьера успешно продвигалась. Он был назначен старшим преподавателем в Видьяланкара Пиривена, одном из двух ведущих монастырских колледжей, а также занял должности ученого секретаря колледжа и генерального секретаря руководящего органа.
В 1940-х годах Шри-Ланка была на пороге обретения независимости. Дост. Рахула вместе с другими представителями духовенства считал, что буддийские монахи должны играть активную роль в формировании будущего нации. В 1946 году он написал свой фундаментальный труд на сингальском языке «Bhikshuwage Urumaya» («Наследие буддийского монаха»), в котором подчёркивал функцию монахов в обеспечении благосостояния людей. Этот трактат лёг в основу докторской диссертации «История буддизма на Цейлоне», которую Валпола Рахула защитил в Цейлонском университете в 1956 году. Главной темой этой работы были взаимоотношения между сангхой и сингальской светской властью, в ней подчеркивалась важная роль, которую бхикку играли в государственных делах древнего Цейлона. В 1947 году в ходе всеобщих выборов он агитировал за левых кандидатов, критически оценивая независимость, которую колониальные правители оставили в наследство богатой и вестернизированной элите. Дост. Рахула и другие монахи Видьяланкара Пиривена сыграли ключевую роль в решении вопроса о бесплатном образовании в Шри-Ланке, закон о котором был принят в 1947 году.
В 1950 году Дост. Рахула поступил на работу в Парижский университет Сорбонна в качестве аспиранта-исследователя. Его руководителем стал профессор Поль Демьевиль. В Сорбонне Валпола Рахула перевёл на французский язык «Абхидхарма-Самуччая» Асанги. Этот труд стал его научным Magnum opus. Тогда же он написал книгу «Чему учил Будда», которая приобрела широкую популярность в западном мире. Во время своего пребывания во Франции Валпола Рахула выступал в качестве посланника своей религии, заложив основу для развития буддийского образования в Европе.
В 1966 году правительство Шри-Ланки пригласило Дост. Рахула на должность вице-канцлера Университета Видьодайя (ныне Университет Шри-Джаяварданапуры). В 1969 году он досрочно покинул свой пост в знак протеста против политического вмешательства в автономию университета и вернулся к профессорской деятельности в США, а также консультировал аспирантов в Оксфордском университете.
В начале 1980-х годов Валпола Рахула вернулся в Шри-Ланку и способствовал созданию Буддийского и палийского университета Шри-Ланки с целью повышения уровня образования буддийских монахов. Кроме того, он основал в Котте Буддийский учебный и исследовательский институт, позже переименованный в Институт Валпола Рахула.
В 1980 году в Лондоне была издана книга «Буддийские исследования в честь Валполы Рахула». Дост. Рахула был удостоен званий многих престижных университетов мира, он продолжал оставаться канцлером Университета Келании вплоть до своей кончины в 1997 году.